# Christine Falls Bridge

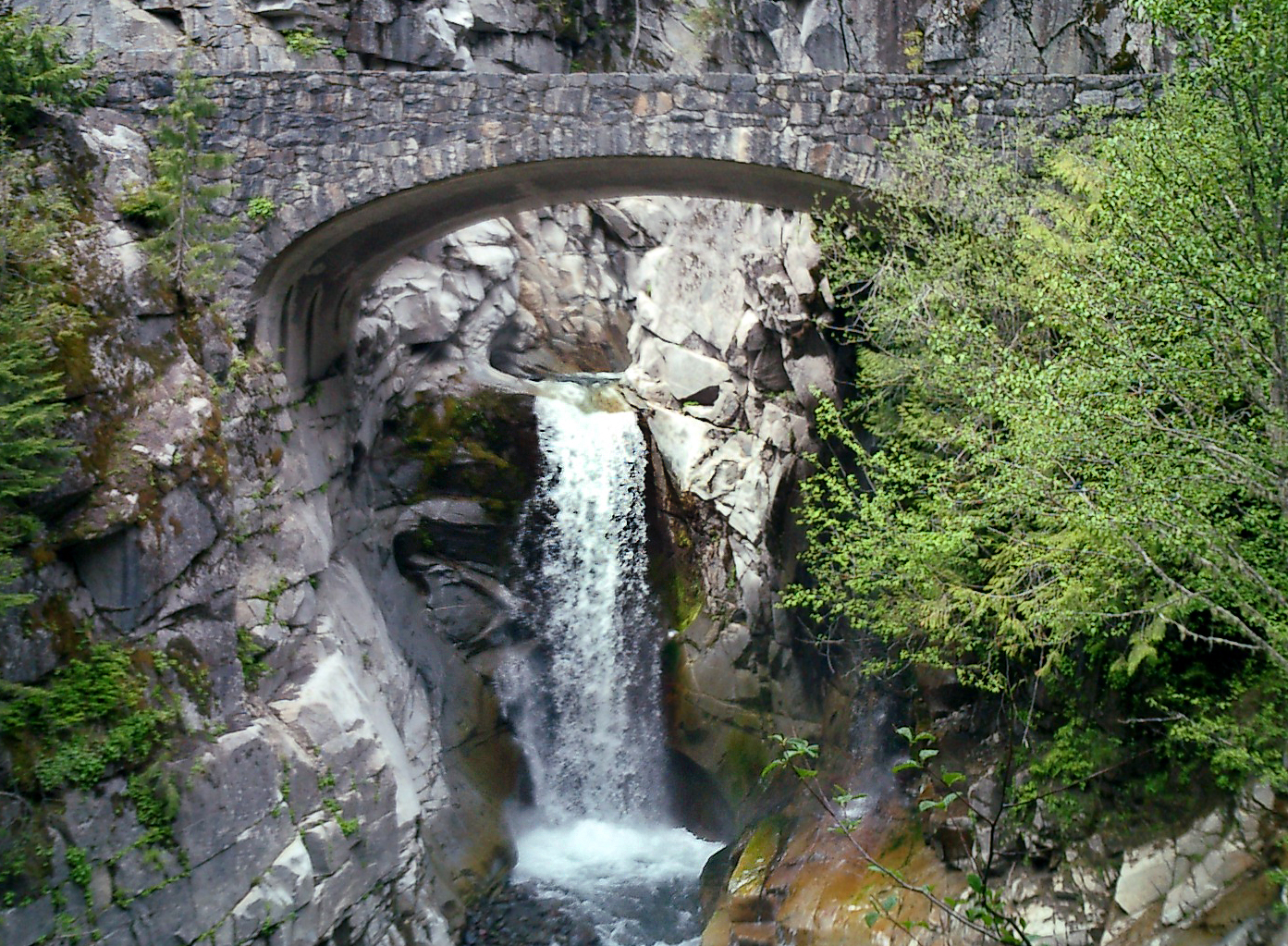
Pohled na most a vodopád, jehož jméno most nese.

Christine Falls Bridge železobetonový most přes potok Van Trump Creek v národním parku Mount Rainier v americkém státě Washington. Byl postaven na přelomu let 1927 a 1928 stavební firmou J. D. Tobina z Portlandu, která ve stejné době konstruovala také nedaleký Narada Falls Bridge. Délka mostu je 17 metrů, zatímco jeho šířka lehce přesahuje 9 metrů. Konstrukce byla omítnuta štěrkovým zdivem a je příkladem rustikální architektury v národním parku.
Most byl v březnu 1991 zapsán do Národního rejstříku historických míst a patří do Národního historického památkového obvodu Mount Rainier, který ochraňuje všechny ukázky rustikální architektury v národním parku.